# August Bogusch
August Raimond Bogusch (ur. 5 sierpnia 1890 w Lublińcu, zm. 24 stycznia 1948 w Krakowie) – zbrodniarz hitlerowski, jeden z funkcjonariuszy SS pełniących służbę w obozach koncentracyjnych oraz SS-Scharführer.
Urodzony w Lublińcu (Górny Śląsk) (niem. Lublinitz), z zawodu urzędnik. Członek NSDAP od października 1932 i SS od kwietnia 1933 (numer identyfikacyjny 51 922). 31 sierpnia 1939 został wcielony do czynnej służby w SS-Totenkopfverbände, z przydziałem do obozu koncentracyjnego Buchenwald. Od 27 stycznia 1941 do 18 stycznia 1945 należał do załogi Auschwitz-Birkenau, gdzie był m.in. wartownikiem oraz funkcjonariuszem wydziału III – kierownictwo obozu (Abteilung III – Schutzhaftlagerführer), zatrudnionym jako kierownik bloku więźniarskiego (Blockführer). Po ewakuacji Auschwitz przebywał w obozie koncentracyjnym Mysen koło Oslo w okupowanej Norwegii, a stamtąd – w lutym 1945 – przeniesiono go ponownie do obozu Buchenwald, a następnie do załogi obozu koncentracyjnego Mauthausen-Gusen.
W Auschwitz Bogusch brał w lecie 1943 udział w selekcjach transportów żydowskich i przekazywaniu części z nich do komór gazowych. Niezależnie od tego szczególną nienawiścią pałał do polskich więźniów, których często bił bez powodu, karał chłostą, a także kierował niektórych z nich do kompanii karnej. Na każdym też kroku starał się wzbogacić kosztem więźniów. Za swoje zbrodnie został nawet skazany jeszcze podczas trwania okupacji przez polskie podziemie na karę śmierci, co ogłosiło radio londyńskie.
Po zakończeniu wojny Bogusch został schwytany przez aliantów i wydany władzom polskim. W pierwszym procesie oświęcimskim został skazany 22 grudnia 1947 przez Najwyższy Trybunał Narodowy w Krakowie na śmierć przez powieszenie i stracony w więzieniu Montelupich.

## Odznaczenia
- Czarna Odznaka za Rany (Cesarstwo Niemieckie)[2]
- Krzyż Honorowy dla Walczących na Froncie[2]
- Medal Węgierski z Koroną i Mieczami[2]